# Rheinisch-Westfälische Post
Die Rheinisch-Westfälische Post (ab 1886 Westdeutsche Zeitung, ab 1902 Allgemeine Zeitung) war eine zwischen 1876 und 1911 in Barmen erscheinende evangelische Tageszeitung.
Der Verlagsbuchhändler Diedrich Bruno Wiemann, der 1871 mit seinem Neffen eine Buchhandlung mit Druckerei in Barmen übernommen hatte, gründete 1876 mit einem Komitee die Zeitung. Zuvor hatten beide Inhaber schon das „Annoncenblatt zum Barmer Kinderfreund“ herausgegeben. D. B. Wiemann leitete die Zeitung alleine und änderte ihren Namen am 15. Februar 1886 in „Westdeutsche Zeitung“. Albert Herzog, der bei der Zeitung 1887 seine journalistische Karriere begann, beschrieb sie als freikonservativ. Sie erschien sechsmal in der Woche bei Wiemann, zuletzt zwischen dem 1. April 1902 und dem 30. Juni 1911 als „Allgemeine Zeitung“.